# فرسایش آبی و کنترل آن
فرسایش آبی و کنترل آن کتابی از حسینقلی رفاهی است که در سال ۱۳۷۵ منتشر و در مراسم کتاب سال جمهوری اسلامی ایران به‌عنوان کتاب برگزیده معرفی شد.